# Los muertos sí salen
Los muertos sí salen es una película de comedia venezolana, dirigida por Alfredo Lugo y estrenada en 1976, y una obra significativa de la Época de Oro del cine venezolano.

## Sinopsis
Trino, Nerio y Alfonso son músicos de Cámara pobres tratan de sobrevivir tocando donde se les brinde oportunidad. Durante el entierro de un general, los músicos tratan de tocar música fúnebre, pero los gritos de uno de ellos, quien cree haber visto la mano del difunto moverse, dan origen a un alboroto tal, que los participantes se dispersan corriendo de pavor.

## Reparto
- Toco Gómez
- Napoleón Deffit
- Domingo Del Castillo
- Orlando Urdaneta
- Chelo Rodríguez
- Ezio Agostinelli
- Laura Albert
- Hermelinda Alvarado
- Don Bechtol
- Vally Bell
- Pedro Castro
- Mayra Chardiet
- Enver Cordido
- Pedro Durán
- Pablo Gil
- Irma Guzmán
- Ramón Hinojosa
- Joselo
- Herman Lejter
- Lourdes León
- Temístocles López
- Antonio Machuca
- Raúl Medina
- Vicky Pacheco
- Otto Rodríguez
- Luis Gerardo Tovar
- Thaelman Urgelles
- Carlos Villamizar
- Manolo Vázquez

## Legado
La película Los muertos sí salen (1976) fue votada como una de las mejores películas venezolanas de todos los tiempos en una encuesta de 1987 a 29 expertos organizada por la revista Imagen. También forma parte de una de las 15 películas consideradas patrimonio cinematográfico de Venezuela por la UNESCO, e incluida en el Programa Memoria del Mundo.